# Walther Haage
Walther Haage (Erfurt, 27 de noviembre de 1899 - ibíd., 22 de abril de 1992) fue un horticultor, botánico, escritor científico alemán, conocido hibridador de orquicactos.
Walther Haage era hijo de Ferdinand Haage y bisnieto del fundador de la empresa de cactus, el botánico Friedrich Adolph Haage. Fue iniciador y financió numerosas expediciones en búsqueda de especímenes de cactus. Se hizo conocido principalmente como autor de libros sobre la crianza y cuidado de los cactus.

## Algunas publicaciones

### Libros
- 1931. Euphorbien. Volumen 4 de Die Welt der Pflanze. Ed. Folkwang-Auriga-Verlag, G.M.B.H. 48 pp.
- 1954. Freude mit Kakteen. Neumann: Radebeul
- 1957. Kakteen-Sterne: Entwicklung, Entdeckung und Züchtung der Kakteen-Gattung Astrophytum. Ed. Neumann. 156 pp.
- 1961. Das Praktische Kakteenbuch in Farbe. Neumann: Radebeul
- 1962. Schöne Kakteen richtig Pflegen. Neumann: Radebeul
- 1963. Cacti and succulents: a practical handbook. Ed. Dutton. 263 pp.
- 1965. Cacti as house plants. Ed. Studio Vista. 88 pp.
- 1969. Kniha o kaktusoch: moderné pestovanie a výber najkrajśích kaktusov a ostatných sukulentov (El libro de los cactus: modernas de cultivo y selección de los cactus más bellas y otras suculentas). Ed. Obzor. 219 pp.
- 1977. Guide des cactus. Les guides du naturaliste. Ed. Delachaux et Niestlé, 279 pp.
- Curt Backeberg, Walther Haage. 1977. Das Kakteenlexikon: Enumeratio diagnostica Cactacearum. Ed. G. Fischer. 822 pp.
- 1986. Kakteen von A bis Z: ein Ratgeber für Kakteenfreund mit Kurzbeschreibung bis Ende 1979 benannten Gattungen und Arten von Kakteen sowie der dazugehörigen Wissengebiete. 3. Ed. Quelle & Meyer Verlag: Heidelberg. 749 pp. ISBN 3-494-01142-7 Reeditó Anaconda, 2008, 731 pp. ISBN 3-86647-260-9

## Honores
- En 1990 recibió el Cactus d'Or

### Epónimos
Género
- (Cactaceae) Haageocereus Backeb.[1]

Especies (50 registros IPNI)
- (Cactaceae) Acantholobivia haagei (Frič & Schelle ex Werderm.) Y.Itô[2]
- (Cactaceae) Cereus haageanus (Backeb.) N.P.Taylor[3]
- (Cactaceae) Gibbaenum haagei Schwantes ex H.Jacobsen [4]
- (Cactaceae) Lobivia haageana Backeb.[5]
- (Cactaceae) Monvillea haageana Backeb.[6]
- (Cactaceae) Parodia haageana F.H.Brandt[7]

- La abreviatura «W.Haage» se emplea para indicar a Walther Haage como autoridad en la descripción y clasificación científica de los vegetales.[8]